# Otto I. (Bremen)

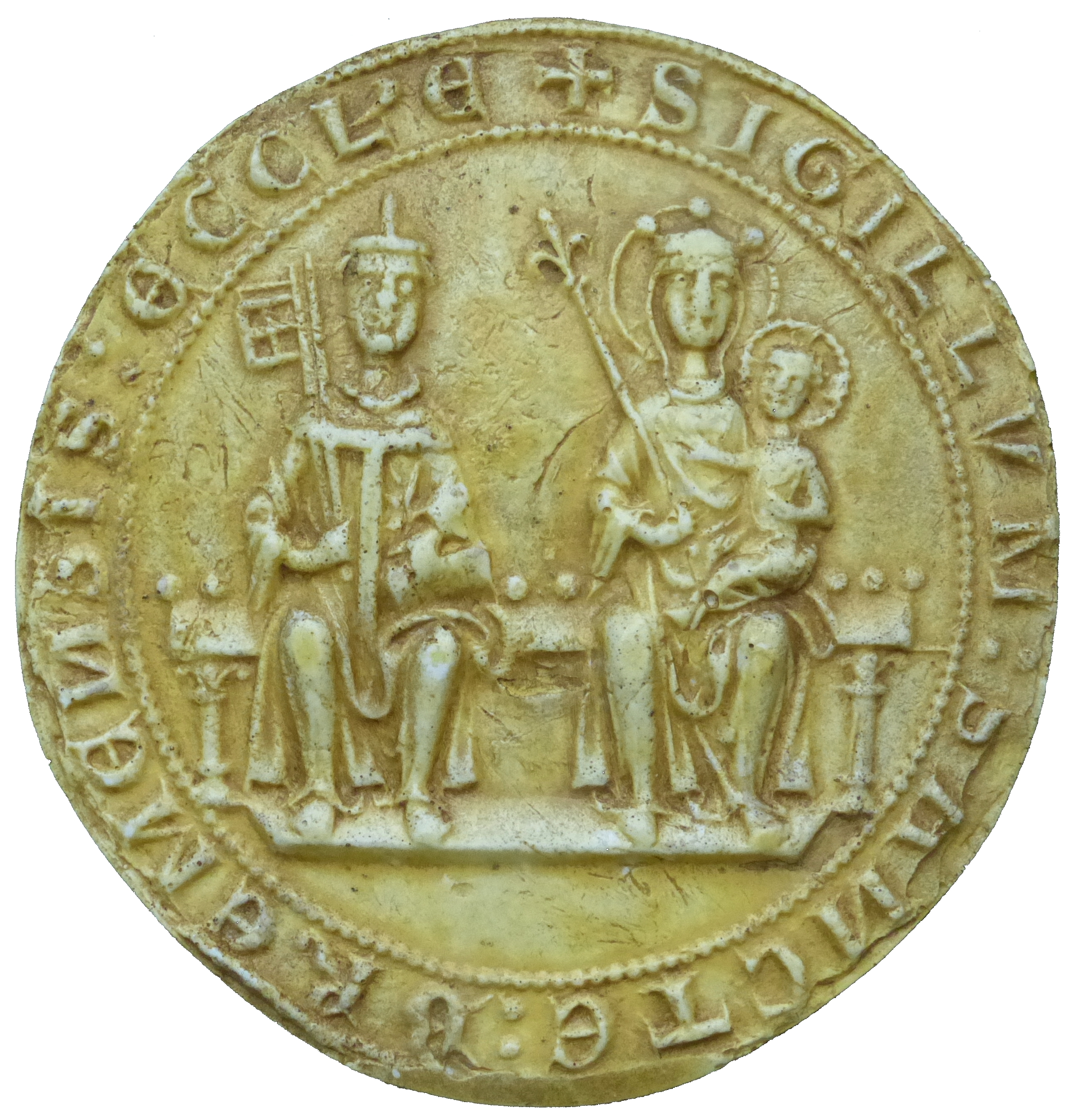
Siegel des Bremer Domkapitels im 14. Jahrhundert

Erzbischof Otto I. von Bremen versah sein Amt von 1344 bis zu seinem Todesjahr 1348. Sein Geburtsdatum ist nicht bekannt.
Otto entstammte dem Oldenburger Grafenhaus und war der jüngste Sohn des Grafen Christian III. von Oldenburg († 1285) und dessen Gattin Jutta von Bentheim.
Am Erzbischofssitz zu Bremen wirkte er seit 1302 als Domherr und seit 1323 als Thesaurarius (Kämmerer). Als Domdekan unter dem Episkopat Burchard Grelles, des ersten Bremer Bürgers auf dem Erzbischofsstuhl, ist er ab 1331 bezeugt.
Als dessen Nachfolger wird Otto am 5. September 1344 vom Domkapitel einmütig zum Erzbischof von Bremen gewählt, am 14. Februar 1345 bestätigte von Papst Clemens VI. ihn in diesem Amt.
Zur Zeit seiner Wahl war Otto schon mindestens 58 Jahre alt und von Krankheit geschwächt. Dadurch wurde sein Neffe, Moritz von Oldenburg, selbst schon seit 1337 Domherr und sein Nachfolger als Domdekan, stark in die Regierungsgeschäfte involviert.
Ottos letzte Urkunden wurden im Januar 1348 erstellt. Um seine Nachfolge wurde in der Bremer Erzbischofsfehde mit militärischer Gewalt gekämpft, nachdem das Domkapitel seinen Neffen gewählt, Papst Clemens IV. aber stattdessen den bisherigen Osnabrücker Bischof Gottfried von Arnsberg eingesetzt hatte.